# Autoroute A304 (France)
Pour les articles homonymes, voir Autoroute A304.
L’autoroute A304 relie La Francheville, au Sud de Charleville-Mézières, et la frontière franco-belge au niveau de Gué-d'Hossus (direction de Charleroi, Bruxelles et Anvers) via Rocroi. Elle emprunte la route européenne 420 et partiellement la route européenne 44. C'est une autoroute gratuite qui prolonge l'autoroute A34 vers la frontière belge pour rattraper la nouvelle voie rapide N5/E420.

## Historique
- 1996 : Le Conseil des Communautés européennes classe la liaison Charleroi/Charleville-Mézières au réseau routier trans-européen
- 2002 : Étude des trois tracés possibles
- 2004 : Le tracé Sud SV3 est choisi
- 2005 : Déclaration d'utilité publique
- 2008 : Mise en route de la coupe du bois
- 2009 : Fouilles archéologiques[2]
- 2014 : Mise en service du nœud de la Chattoire
- 2017 : Ouverture du tronçon entre Rocroi et Le Piquet le 22 décembre[3]
- 2018 : Ouverture complète le 31 juillet[4]

## Tracé
Parmi 3 variantes soumises à consultation en 2003, le fuseau retenu par le préfet des Ardennes pour la future branche ouest du Y ardennais entre Charleville et Rocroi, est le passage Sud dit « SV3 », large de 100 m. Il conduit l'autoroute à passer entre Belval et Sury, au sud d'Haudrecy pour s'incurver ensuite vers le nord à hauteur de Remilly-les-Pothées et couper la vallée de la Sormonne à l'amont du Châtelet-sur-Sormonne. 
Le double ruban autoroutier franchit la D8043 à l'est du Piquet et rejoint la déviation de Rocroi (ancienne N51) sur le Plateau de Rocroi. C'est la variante qui touche le moins de forêt et de zones urbanisées, mais qui fragmente néanmoins un peu plus le paysage et certains massifs boisés.

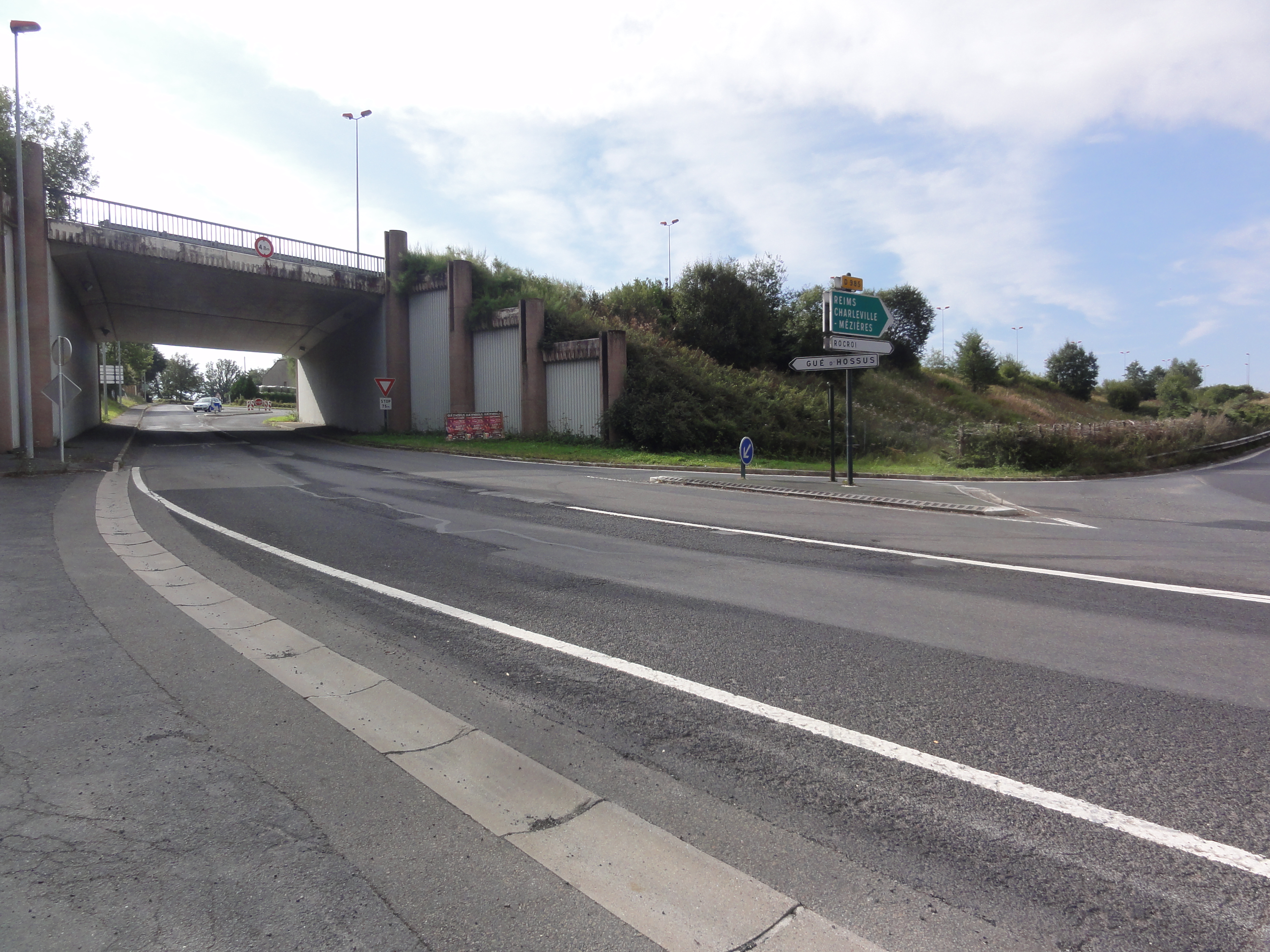
Gué d'Hossus : viaduc de l'autoroute A304 (D985) avec, à droite, le début actuel de l'autoroute A304

## Son parcours
Section non-concédée gérée par la DIR Nord et gratuite.
- Échangeur entre A34 et A304 : Châlons-en-Champagne, Reims, Liège, Luxembourg, Sedan, Charleville-Mézières
  -   130 km/h
  -  110 km/h sur la montée d'Évigny
  -  130 km/h
- 10 Le Charnois : This, Warcq, Hôpital Manchester (Charleville-Mézières), Aérodrome Étienne Riché
  - (Non construite)  Aire de service de Belval (dans les deux sens)
  -  110 km/h sur la montée d'Haudrecy
  -  Pont sur le Thin
  -  130 km/h
  -  Pont sur l'Audry
  -  110 km/h avant la forte descente de la forêt de Sévigny-la-Forêt (Véhicules avec remorques) (Sens Belgique - France)
  -  90 km/h sur la forte descente de la forêt de Sévigny-la-Forêt, sur 5 km (Véhicules avec remorques) (Sens Belgique - France)
  -  Viaduc sur la Sormonne
- 9 Le Piquet (E44 - RD 8043) : Cambrai, Saint-Quentin, Laon, Maubeuge, Hirson, Lac des Vieilles Forges
  - Passage grande faune
  -  130 km/h
  - (Non construite)  Aire de repos de Rocroi (dans les deux sens)
- 8 Rocroi - sud (RD 8051) : Rocroi - centre, Bourg-Fidèle
  -    L'A304 devient la RN 51.
- 7 Rocroi - nord (RD 8051) : Fumay, Revin, Rocroi, Vallée de la Meuse
  - La RN 51 devient la RD 986.
- 6 Gué-d'Hossus (RD 985) : Petite Chapelle (Couvin), Brûly (Couvin), Gué-d'Hossus
  - Fin de la RD 986

 France -  Belgique
- Entrée du territoire belge : L'autoroute continue vers la Belgique : Couvin, Charleroi, Bruxelles.
  -  Vitesse limité à 120 km/h sur l'autoroute en Belgique

En Belgique, l'autoroute E420 a été inaugurée le 1er septembre 2019, ouverture de l'autoroute le 6 septembre 2019.
Les numéros de ces sorties sont définis par le schéma directeur de signalisation directionnelle.

## Sites remarquables
- Ville de Charleville-Mézières ( 10)
- Églises fortifiées de Thiérache ( 9)
- Cité fortifiée de Rocroi ( 8)
- Vallée de la Meuse ( 7)

## Financement
Estimé initialement à 278 M€ pour 31 kilomètres (chiffres 2003), pour un coût final devant s'élever à 483 M€ (chiffres 2016), c'est le projet d'autoroute sans concession le plus cher au kilomètre. Il vise à désenclaver l'ouest du département des Ardennes et à faciliter ou accélérer les flux de véhicules entre le sud de la Belgique (Charleroi) et l'important carrefour autoroutier que représente Reims. 21 communes sont concernées par le tracé retenu.
Le coût est réparti ainsi : 55 % par l'État, 28,33 % par la région et 16,66 % par le département.

## Impacts environnementaux et mesures compensatoires
Cette autoroute est une source supplémentaire[réf. nécessaire] de fragmentation écopaysagère du massif ardennais. 
Pour ce qui concerne les forêts et certaines zones humides, l'ONF a proposé à la DREAL des mesures de compensation pour atténuer les impacts sur la biodiversité et le réseau écologique paneuropéen où le massif ardennais joue un rôle majeur.
Toutefois, ces conséquences sont à relativiser au vu des dévastations prévues dans le cadre des compléments autoroutiers prévus dans le sillon mosellan sur la relation Dijon-Bruxelles que la présente route doit soulager[réf. nécessaire].

## Projets
- Barreau de raccordement entre l'échangeur du Charnois (sortie n°10) et la RN 43[9] : abandonné en 2021[10]. Seul le pont qui franchit la ligne de chemin de fer sur la commune de Warcq est construit mais demeure aujourd'hui inutilisé puisque relié à aucune route.
- Absorption et mise aux normes de la RN 51 (contournement de Rocroi) et de la D985/D986 (contournement de Gué-d'Hossus) entre la Belgique et Rocroi.

## Note
1. ↑  « L'autoroute E420 »
2. ↑  Historique sur le site de la DDE de la Marne
3. ↑  « Ouverture du premier tronçon entre Rocroi et Le Piquet », sur lunion.fr (consulté le 23 novembre 2017)
4. ↑  « Aménagement: l’A304 inaugurée aujourd'hui », Journal l'Union,‎ 20 juillet 2018, p. 4 (t)
5. ↑  Décision du 31 mai 2017 relative à l'approbation du schéma routier de signalisation de l'autoroute A304
6. ↑  « Ardennes: la facture du chantier titanesque de l'A304 augmente encore », sur L'Ardennais, 16 février 2016
7. ↑  L'Union du 21 décembre 2017.
8. ↑  l'ONF/DREAL, L'ONF a proposé à la Dreal des mesures de compensation de la biodiversité (...) en faveur d'espèces protégées dont les habitats sont détruits par le tracé
9. ↑  « Barreau de raccordement entre l’A304 et la RN43 », sur CD08.fr
10. ↑  « Le Département, sans le sou, reporte le chantier du barreau de raccordement », L'Ardennais,‎ 16 novembre 2017 (lire en ligne)